# Bägarcell

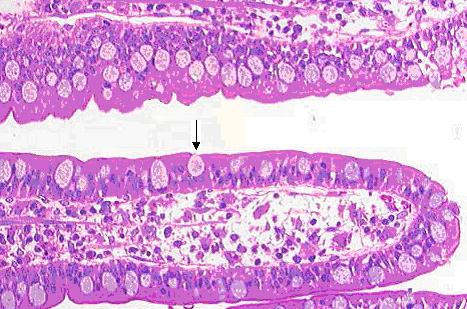
Bägarcell i tarmslemhinna.

En bägarcell eller gobletcell är en encellig exokrin körtel, vilken liknar en bägare till utseendet. Körteln är fylld med ett slem (mukus), vilket har till syfte att skydda slemhinnan, och detta slem täcker efter utsvämning ytan på närliggande celler. Körtelns utförsgång finns apikalt och kärnan ligger basalt där cellen är som bredast. 
Bägarceller förekommer bland annat i mag-tarmkanalen och respirationsorganens epitel. Cellen har basofil färgning. 